# Карлино (Польша)
Карлино (пол. Karlino, нем. Körlin) — город в Польше, входит в Западно-Поморское воеводство, Бялогардский повят. Имеет статус городско-сельской гмины. Занимает площадь 9,21 км². Население — 5982 человека (на 2011 год).
В русской литературе так же встречается название — Керлин.

## Фотографии
- Костёл Архангела Михаила
- Река Радев[пол.]
- Вид от ратуши
- Новый жилой дом
- Ресторан в Кшивоплотах[пол.]
- Спортивный зал на ул. Костюшко
- Нефтепромысел в Кшивоплотах